# Alosa (grup musical)
Alosa es un duet de música folk format per Giulietta Vidal (veu i percussió) i Irene Romo (veu, violoncel i percussió)  en el Taller de Músics. El grup es va crear el 2022, i es va donar a conèixer a un públic més ampli el 2023 quan van publicar la cançó A la voreta del foc que es va viralitzar. El duet va guanyar el Concurs Sons de la Mediterrània del 2024.

## Discografia
- 2024 Oh Lai L’Om (EP)[3]